# 田井村 (高知県)
田井村（たいむら）は、高知県長岡郡にあった村。現在の土佐町田井にあたる。

## 地理
- 山岳：田井山
- 河川：吉野川、地蔵寺川、伊勢川川

## 歴史
- 1889年（明治22年）4月1日 - 町村制の施行により、近世以来の田井村が単独で自治体を形成。
- 1955年（昭和30年）3月31日 - 土佐郡森村・地蔵寺村と合併して土佐郡土佐村が発足。同日田井村廃止。

## 経済
農業
『大日本篤農家名鑑』によれば、田井村の篤農家は澤田、高井、和田などがいた。

## 出身人物
- 川島正件（教育家、政治家） - 高知市長[2]、城東商業学校長などを務めた。お笑いタレント劇団ひとり（本名・川島省吾）の曽祖父である。